# شهرستان بورودولیخا
شهرستان بورودولیخا (به قزاقی: Бородулиха ауданы، بورودۋلىحا اۋدانى) یک منطقهٔ مسکونی در قزاقستان است که در استان آبای واقع شده‌است. شهرستان بورودولیخا ۷٬۲۰۰ کیلومتر مربع مساحت و ۳۷٬۸۶۴ نفر جمعیت دارد.